# AAA (gry komputerowe)

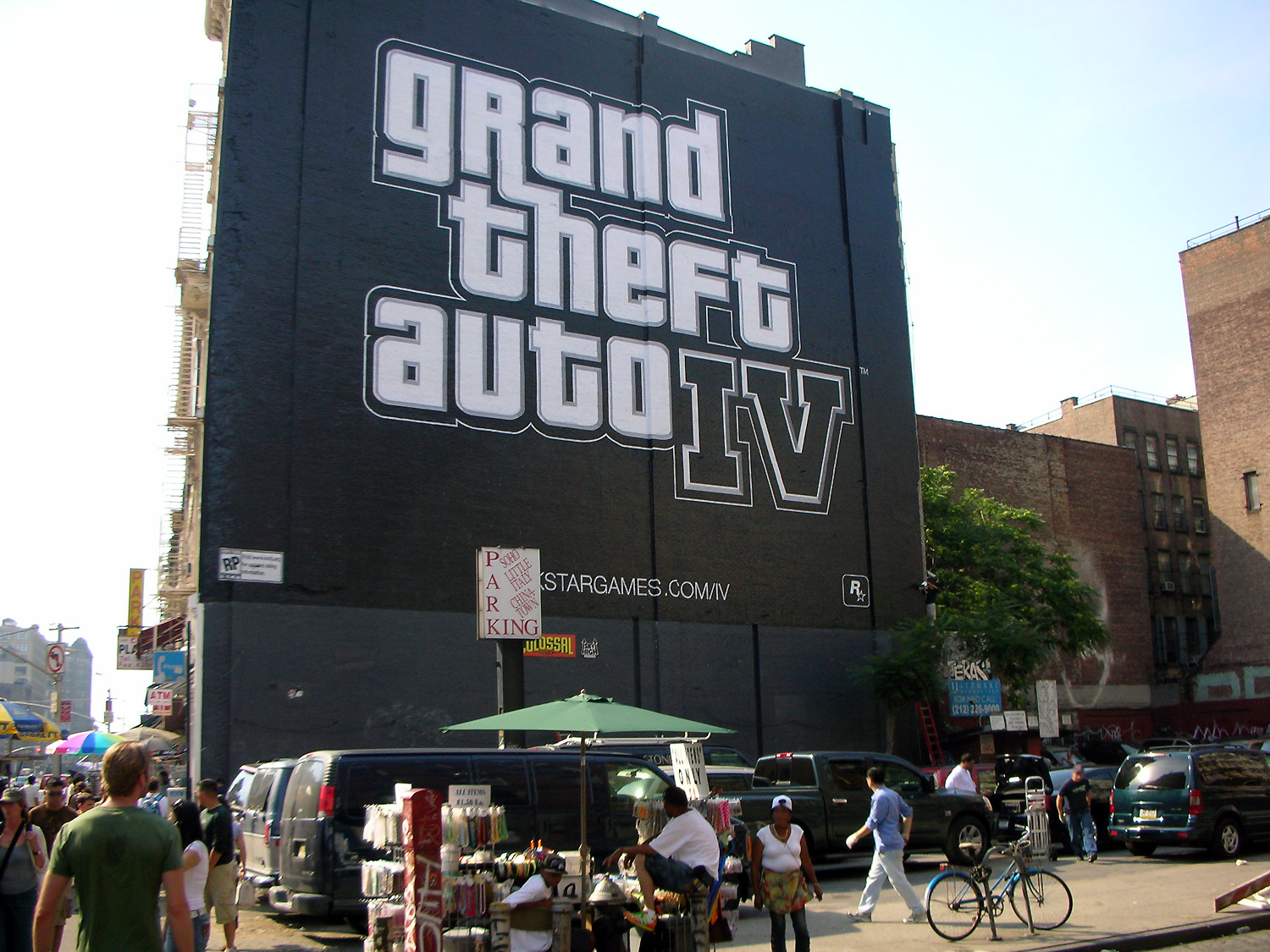
Jedną z cech charakterystycznych gier AAA jest duży budżet przeznaczony na promocję. Na zdjęciu: reklama gry Grand Theft Auto IV w nowojorskim Chinatown.

AAA (Triple-A) – termin, którym w przemyśle gier komputerowych określa się gry o najwyższych budżetach przeznaczonych na produkcję i promocję, od których oczekuje się wysokiej jakości i dobrej sprzedaży.

## Historia
Na początku lat 80. XX wieku, po zapaści rynku gier z 1983 roku, wydawcy próbowali wypracować standard, który pomógłby potencjalnym nabywcom odróżnić wysokiej jakości gry od podrzędnych produkcji, które powstawały na masową skalę i po części przyczyniły się do zapaści. Jednym z pierwszych wydawców, który podjął się stworzenia swojego systemu oceniania wartości gier, było Nintendo, które zapoczątkowało przyznawanie „Nintendo Seal of Quality”. Produkt z takim oznaczeniem sugerował, że gra została odpowiednio przetestowana i zatwierdzona przez producenta. Alfred Milgrom z Beam Software stwierdził, że była to przełomowa zmiana, ponieważ Nintendo narzuciło bardzo rygorystyczne zasady, a jedną z nich była „żadnych skaz”. Żeby gra mogła otrzymać znak jakości i trafić na rynek, nie mogła zawierać żadnych błędów ani innych niedopracowanych elementów, co – zdaniem Milgroma – zmieniło podejście producentów do tworzenia gier komputerowych. Inne firmy nie wypracowały jednak żadnego systemu klasyfikowania gier według ich dopracowania, a zamiast tego większość z nich zamieszczała na pudełkach oceny lub cytaty z magazynów poświęconych grom, mające potwierdzić, że dostarczany produkt jest odpowiednio wysokiej jakości.
Pod koniec lat 90. podczas amerykańskich imprez i targów branżowych, takich jak Consumer Electronics Show, Game Developers Conference czy Electronic Entertainment Expo, niektórzy wydawcy i producenci zaczęli stosować termin „AAA”. Odnosił się on do ratingu kredytowego, w którym „AAA” oznacza najwyższą zdolność do spełnienia zobowiązań finansowych. Tak sklasyfikowane gry miały być odpowiednikiem blockbusterów w przemyśle filmowym. W ciągu kilku następnych lat zwrot przyjął się w branży, a obecnie gry jeszcze przed premierą dzielone są na AAA i pozostałe, co decyduje o nakładach finansowych przeznaczonych na ich produkcję i marketing.

## Krytyka
Część deweloperów, recenzentów i komentatorów branżowych uważa, że dążenie wydawców do tworzenia gier AAA zabija kreatywność twórców. David Goldfarb ze studia Digital Illusions CE, wypowiadając się na temat tego rodzaju gier, użył analogii do „jednego procenta” – najbogatszych i najbardziej wpływowych osób na świecie, które narzucają swoje dictum pozostałym dziewięćdziesięciu dziewięciu procentom. Według Goldfarba wielcy wydawcy, będący „jednym procentem”, uniemożliwiają mniejszym twórcom zaistnienie na rynku. Goldfarb i wielu innych przedstawicieli branży, w tym m.in. Hideo Kojima, Christofer Sundberg z Avalanche Studios czy Tameem Antoniades ze studia Ninja Theory, twierdzi, że gry AAA są bezpieczne dla wydawców, bo współczynnik ryzyka do zysku jest w ich przypadku opłacalny. Przyczynia się to jednak do zabijania kreatywności, ponieważ większy budżet pociąga za sobą większą kontrolę ze strony wydawcy, który woli trzymać się sprawdzonych już sposobów i powielać je, wydając co roku kolejną odsłonę cyklu. Jako przykłady podaje się między innymi serie  Call of Duty i Assassin’s Creed. Wobec takich warunków, twórcy mają mniejsze szanse na stworzenie gry niebędącej murowanym hitem albo wprowadzenie do niej elementów, które zdaniem wydawcy mogłoby się nie sprawdzić. Niektórzy zauważają jednak, że dobra sprzedaż gry AAA pozwala sfinalizować wydawcy nowy, potencjalnie ryzykowny projekt, tak jak w przypadku np. gry Dishonored, którą wydawca – Bethesda Softworks – sfinalizował dzięki wysokim wynikom sprzedaży The Elder Scrolls V: Skyrim.